# جک برد
جک برد (انگلیسی: Jackie Bird؛ زادهٔ ۳۱ ژوئیهٔ ۱۹۶۲) روزنامه‌نگار اهل بریتانیا است.